# カサ・ポール駅
カサ・ポール駅 (カサ・ポールえき、フランス語: Gare de Casa-Port, アラビア語: محطة الدار البيضاء الميناء) は、ONCFの運営するカサブランカのカサブランカ港の近くに立地する駅である。

## 概要
カサ・ポール駅はフランス語でカサブランカ港駅という意味である。名前にもあるようにカサ・ポール駅はカサブランカ港の隣に立地している。

カサ・ポール駅はTNRの起点である。

### 発着する路線・列車
- TNR
  - ケニトラ行 - ラバトを経由してケニトラに至る路線。
  - アル・バイダーウィー線 - カサ・ヴォヤジャー駅を経由してムハンマド5世国際空港駅に至る路線。
  - セタット（英語版）行 - カサ・ヴォヤジャー駅を経由してセタット駅（フランス語版）に至る路線。
  - アル・ジャディーダ行 - カサ・ヴォヤジャー駅を経由してアル・ジャディーダ駅（フランス語版）に至る路線。

## 歴史
19世紀にカサブランカ港に鉄道を接続する目的で建設される。

2014年9月25日にムハンマド6世国王によって改修工事の落成式が行われる。この工事には完成までに4億モロッコ・ディルハムと6年の月日を費やした。改修工事が行われる前は6路線4ホームで構成されていた。

## 構造

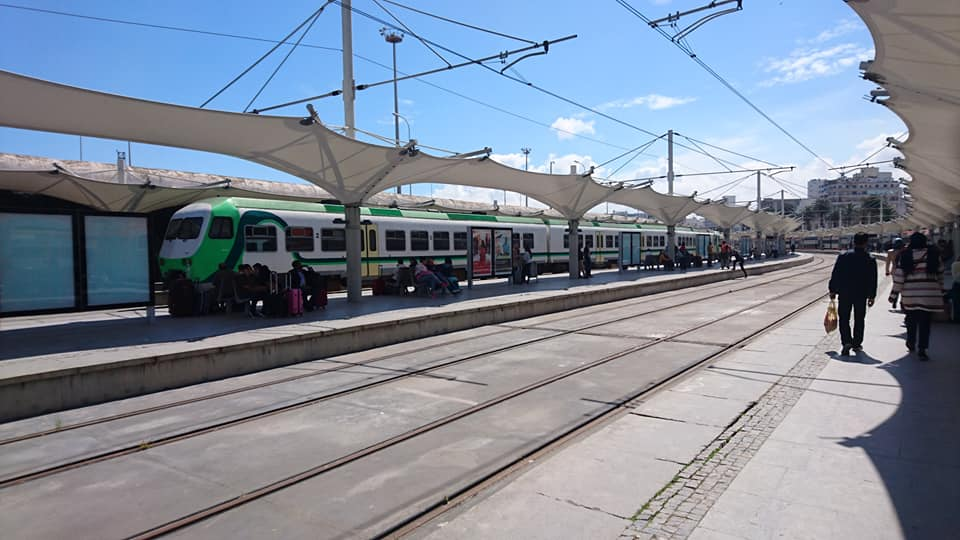
ホーム

カサ・ポール駅は8線5ホームからなる頭端式ホームで構成されている。最大で1時間20便を処理できる。

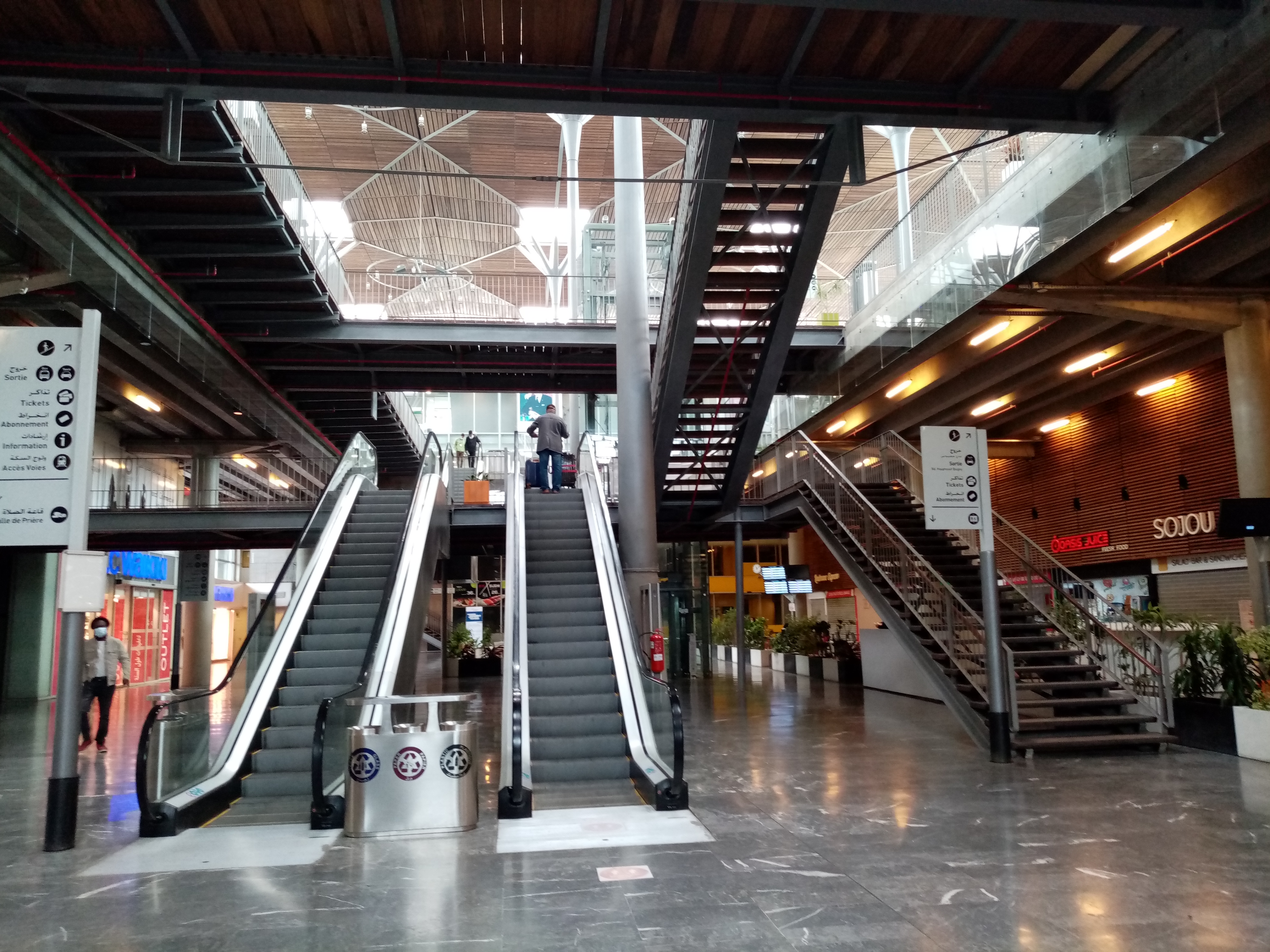
地下1階のショッピングエリア

駅は地上1階地下3階あり、地上1階にはホームや乗車券の販売所、地下1階には8,400m²の広さに飲食店や店などがあり、地下2階と3階には450台が駐車できる15,500m²の駐車場がる。

## 駅周辺
- カサブランカ港
- カサブランカ旧市街
- ムハンマド5世広場（英語版）
- マリーナショッピングセンター（フランス語版）
- 国連広場（英語版）

## 隣の駅
- TNR ケニトラ行 - Aïn Sebaâ駅
- その他 - カサ・ヴォヤジャー駅